# 广东万年青
广东万年青又名粗肋草（学名：Aglaonema modestum）为天南星科粗肋草属的植物。分布于菲律宾、越南以及中国大陆的广西、云南、广东等地，生长于海拔500米至1,700米的地区，多生于密林中，目前尚未由人工引种栽培。

## 外部連結
- 廣東萬年青, Guangdongwannianqing （页面存档备份，存于） 藥用植物圖像數據庫 (香港浸會大學中醫藥學院) （繁體中文）（英文）